# Efraim Szreger

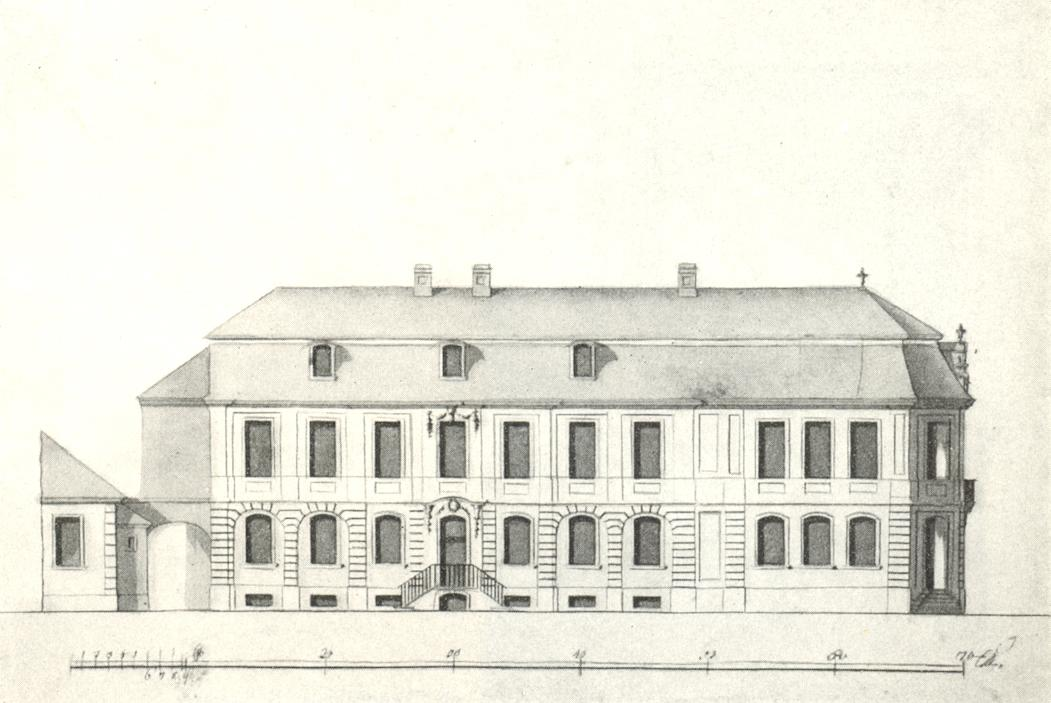
Pałac Lelewelów

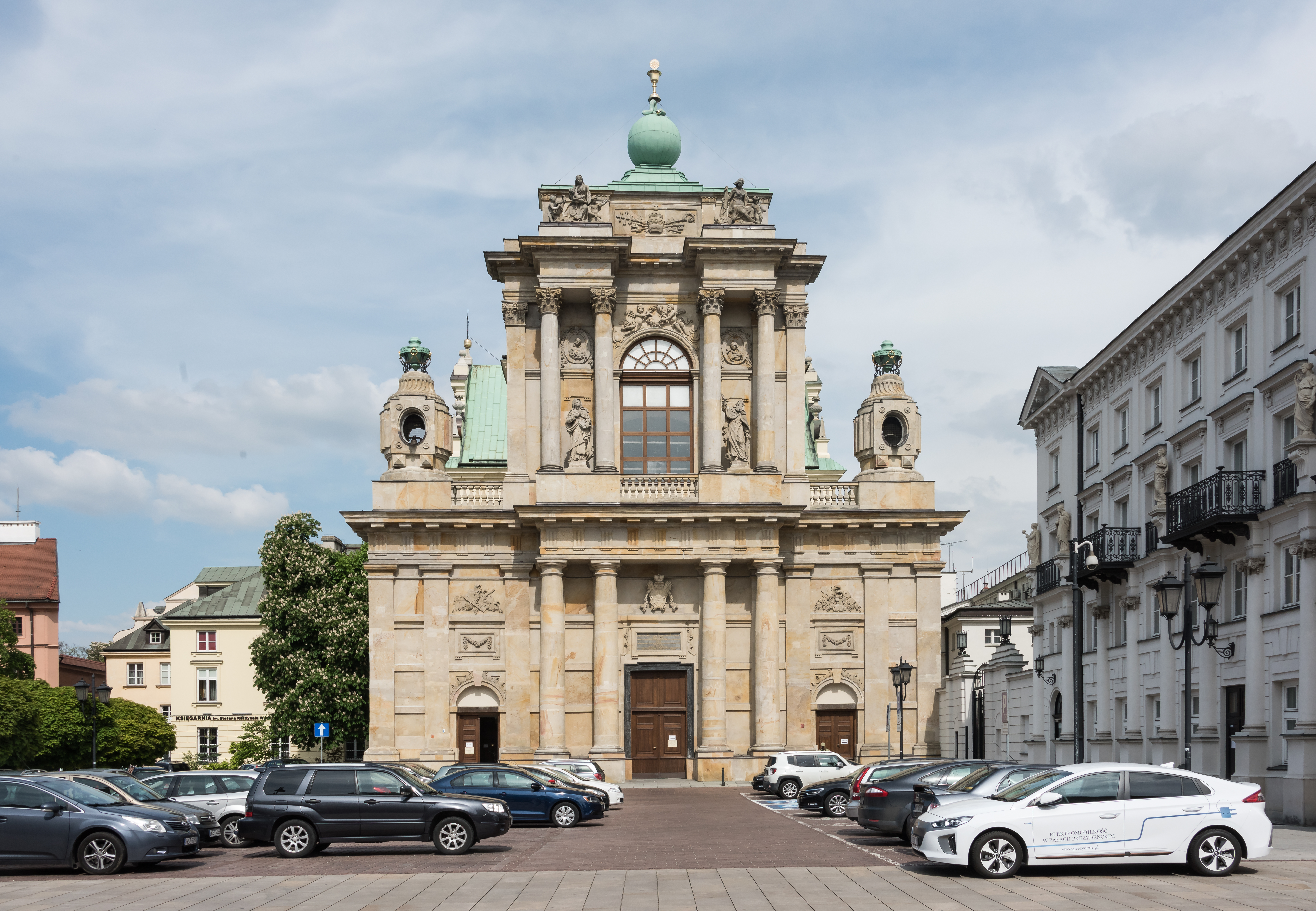
Kościół pokarmelicki w Warszawie

Efrain Szreger (także Schrőger, Schroeger lub Schreger; ur. 18 lutego 1727 w Toruniu, zm. 16 marca 1783 w Warszawie) – architekt toruński i warszawski pochodzenia niemieckiego.

## Życiorys
Był synem Michała Schrögera, przybyłego do Torunia z Preszowa. W 1743 został wpisany do ósmej klasy Gimnazjum Akademickiego w Toruniu. W tym samym roku udał się do Warszawy. W Warszawie uczył się dziewięć lat u Jana Zygmunta Deybla, od roku 1750 współpracował z Joachimem Danielem Jauchem. W 1753 został królewskim konstruktorem budowlanym.
Od 1764 związany był z dworem Stanisława Augusta Poniatowskiego. Otrzymał wiele zamówień projektowych oraz stypendium, które pozwoliło Szregerowi zwiedzenie Włoch, południowych Niemiec, Francji i Holandii w latach 1766–1767. W 1775 uzyskał tytuł szlachecki.
Początkowo reprezentował barok w stylu saskim, po 1770 w jego twórczości pojawiły się wpływy rokokowe z terenu Austrii i Czech. W jego twórczości można dostrzec zmiany zachodzące w architekturze polskiej. Jest autorem wielu dzieł w Warszawie, jego projekty realizowano również w innych miastach na Mazowszu, Toruniu oraz w Wielkopolsce.
Był ewangelikiem. 

## Wybrane prace
- Architektura i wnętrze dawnego kościoła ewangelickiego na Starym Mieście w Toruniu[5][8]. Projekt architektoniczny przygotował projekt na podstawie wcześniejszego autorstwa Andreasa Bähra[11]
- Most Ponińskiego w Warszawie (1775)[12]
- (Przypuszczalnie) Pałac Lelewelów przy ul. Miodowej w Warszawie (ok. 1755; niezachowany)[8][13]
- Przebudowa kościoła Dominikanów Obserwantów w Warszawie (1760)[8]
- Fasada kościoła Karmelitów Bosych w Warszawie (1761–1781)[3]
- Pałac Teppera w Warszawie (1774)[3]
- Odnowienie koszar korpusu kadetów w Pałacu Kazimierzowskim w Warszawie[7]
- Przebudowa katedry w Poznaniu (fasada zachodnia, 1787)[14]
- Przebudowa pałacu Prymasowskim w Skierniewicach (1761–1765)[3]
- Kościół w Skierniewicach (1780–1781)[3]
- Ratusz w Skierniewicach(1781)[3]
- Projekt ołtarza głównego oraz przebudowy kaplicy św. Wiktorii w kolegiacie w Łowiczu (1782–1783)[3]